# NGC 5241
NGC 5241 (również PGC 48043) – galaktyka spiralna (Sab), znajdująca się w gwiazdozbiorze Panny. Odkrył ją Lewis A. Swift 29 marca 1886 roku.